# Adolf Kühn
Adolf Kühn (* 31. Mai 1886 in Ötigheim; † 23. April 1968 in Karlsruhe) war ein deutscher Politiker (Zentrum, CDU).
Kühn gehörte von 1925 bis 1933 für das Zentrum dem Landtag in Baden an. Nach dem Zweiten Weltkrieg engagierte er sich erneut politisch und wurde 1946 für die CDU Abgeordneter in der Verfassunggebenden Landesversammlung bzw. im Landtag von Württemberg-Baden, wo er den Wahlkreis Karlsruhe-Land vertrat. 1948/49 gehörte er dem Parlamentarischen Rat an.
Nach Bildung des Landes Baden-Württemberg 1952 zog er für den Wahlkreis Rastatt als Abgeordneter in den Landtag von Baden-Württemberg ein. Am 24. Januar 1963 legte er sein Mandat nieder. Sein Nachfolger wurde Roland Gerstner.